# Monika Stocker

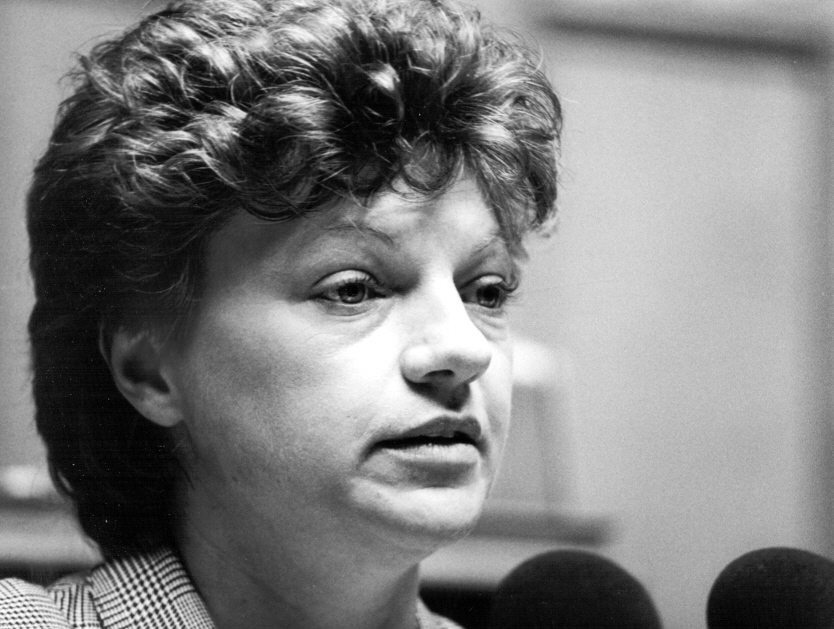
Monika Stocker (1990)

Die von Monika Stocker initiierte Frauensession 1991 im Nationalratssaal

Monika Stocker, auch Monika Stocker-Meier (* 1. Juli 1948 in Aarau), ist eine Schweizer Politikerin (GP).

## Leben
Sie studierte von 1968 bis 1973 Sozialwissenschaften an der Universität Fribourg. Seit 1986 ist sie Mitglied bei den Grünen. Von 1987 bis 1991 war sie Nationalrätin und nahm gleichzeitig Lehrtätigkeiten an Schulen für soziale Arbeit auf. 1991 war sie Initiantin der Frauensession in Bern. Zwischen März 1994 und Juli 2008 war sie Stadträtin und Vorsteherin des Sozialdepartements der Stadt Zürich, als Nachfolgerin von Emilie Lieberherr. Als Pionierin galt sie in Sachen Jobs für Sozialhilfeempfänger.
Im Jahr 2007 wurde sie schweizweit von verschiedenen Seiten scharf für ihre Sozialhilfepolitik kritisiert. Nachdem bereits ein Jahr zuvor der sogenannte Spanienfall und später der sogenannte Hotelfall – es ging um eine Familie, die auf Kosten des Sozialamtes in einem Zürcher Hotel untergebracht worden war –, publik geworden war, wies vor allem die Weltwoche in einer ganzen Reihe von Artikeln auf Missstände im Zürcher Sozialamt hin. Anfang 2008 outeten sich zwei Controllerinnen des Sozialamtes, Margrit Zopfi und Esther Wyler, als Informantinnen der Weltwoche. Die beiden Whistleblower wurden 2010 mit dem Prix Courage ausgezeichnet. Juristisch wurden sie in erster Instanz vom Vorwurf der Amtsgeheimnisverletzung freigesprochen, das Obergericht kam aber 2011 zu einem Schuldspruch, der vom Bundesgericht bestätigt wurde.
Am 5. Februar 2008 gab sie infolge gesundheitlicher Probleme ihren Rücktritt aus dem Zürcher Stadtrat per Juli 2008 bekannt. Monika Stocker ist verheiratet und hat zwei erwachsene Kinder.
Seit ihrer Pensionierung arbeitet sie ehrenamtlich in verschiedenen Projekten mit, so als Präsidentin der Sektion Zürich und Schaffhausen der Stiftung UBA für Konflikte im Alter. Von 2009 bis 2016 war sie Co-Leiterin der Redaktion der Zeitschrift Neue Wege – Beiträge zu Religion und Sozialismus.

## Dokumentarfilm
- «Monika Stocker - der Weg an die Macht» von Barbara Bosshard, die Stocker vom ersten Tag als Nationalrätin bis zur Wahl als Stadträtin begleitete.